# Tętnica śledzionowa

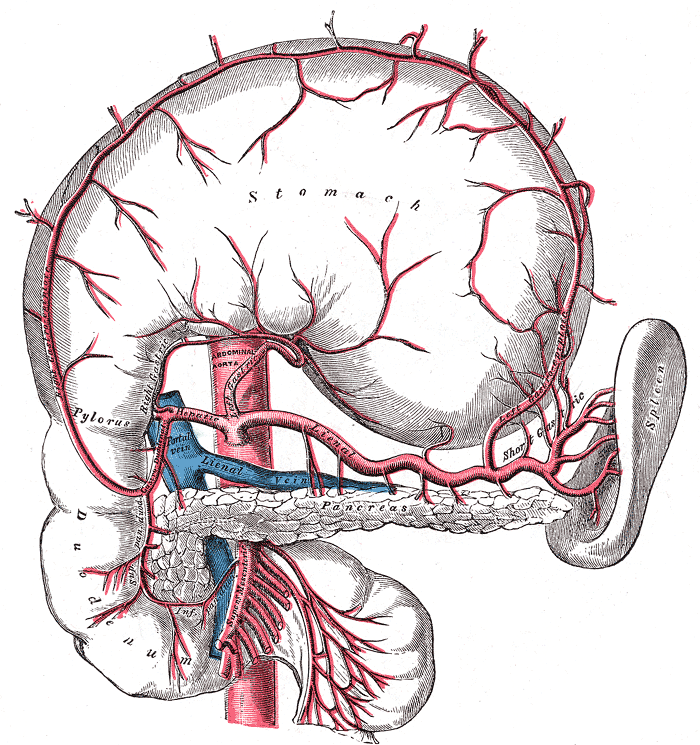
Tetnice nadbrzusza. Tętnica śledzionowa widoczna w centralnej części rysunku podpisana Lienal. Żołądek uniesiono ku górze

Tętnica śledzionowa (łac. arteria lienalis)  – w anatomii człowieka jedna z trzech gałęzi pnia trzewnego (obok tętnicy wątrobowej wspólnej i tętnicy żołądkowej lewej), najsilniejsza z nich.
Tętnica śledzionowa ma poziomy przebieg wzdłuż górnego brzegu trzustki, a następnie w więzadle przeponowo-śledzionowym. Oddaje gałęzie trzustkowe (rami pancreatici) do górnej części trzustki, tętnice żołądkowe krótkie dochodzące do dna żołądka oraz tętnicę żołądkowo-sieciową lewą, unaczyniającą żołądek i sieć większą i łączącą się z tętnicą żołądkowo-sieciową prawą. Po oddaniu wymienionych gałęzi doprowadza krew do śledziony, gdzie ostatecznie rozdziela się na 5–8 gałęzi śledzionowych (rami splenici). 
Tętnicy śledzionowej towarzyszy żyła śledzionowa, która z żyłą krezkową górną tworzy żyłę wrotną i odprowadza krew do wątroby.